# Jakob Günthör
Jakob Günthör (* 21. September 1995 in Friedrichshafen) ist ein deutscher Volleyballspieler.

## Karriere
Günthör wurde in einer Volleyball-AG in der Grundschule entdeckt. Der Nachwuchstrainer des VfB Friedrichshafen holte ihn in den Verein, wo er in verschiedenen Altersklassen spielte. Dort war auch Max Günthör aktiv, mit dem Jakob jedoch nicht verwandt ist. Er wurde deutscher Meister der U16 und 2012 auch in der U18. Im selben Jahr rückte er zu den Volley YoungStars auf, mit denen er in der zweiten Liga spielte. Außerdem wurde er 2012 in die Junioren-Nationalmannschaft berufen. Mit Friedrichshafen folgten 2013 und 2014 die Meistertitel in der Altersklasse U20.
In der Saison 2014/15 gehörte der Mittelblocker erstmals zur Bundesliga-Mannschaft des VfB Friedrichshafen und in der folgenden Saison wurde er fester Bestandteil der Profi-Mannschaft. Die Häfler erreichten im DVV-Pokal 2015/16 das Viertelfinale und wurden anschließend im Playoff-Finale deutscher Vizemeister. 2016 wurde Günthör erstmals für die A-Nationalmannschaft nominiert. Friedrichshafen gewann mit Günthör den DVV-Pokal 2016/17 im Finale gegen Berlin, musste sich in der Bundesliga erneut dem Kontrahenten geschlagen geben. In der folgenden Saison gelang Friedrichshafen die Titelverteidigung im DVV-Pokal, aber im Playoff-Finale unterlag Friedrichshafen zum dritten Mal in Folge. 2018/19 gab es den dritten Pokalsieg und die vierte Vizemeisterschaft. Im DVV-Pokal 2019/20 verlor der VfB das Viertelfinale gegen Berlin und in der abgebrochenen Bundesliga-Saison lag Friedrichshafen auf dem dritten Tabellenplatz.
2020 wechselte Günthör zu den United Volleys Frankfurt. Mit den Frankfurtern gewann er den DVV-Pokal 2020/21, schied aber im Playoff-Viertelfinale aus. In der Saison 2021/22 spielte er beim portugiesischen Verein Fonte Bastardo Azores. 2022 wurde er vom Bundesligisten Helios Grizzlys Giesen verpflichtet. 2022/23 kam das Team ins Pokal-Halbfinale, aber in der Bundesliga war die Saison im Playoff-Viertelfinale beendet. In der Saison 2023/24 erreichte Giesen das Achtelfinale im Challenge Cup und das Halbfinale im nationalen Pokal. In der Bundesliga kam der Verein als Hauptrunden-Zweiter ins Playoff-Halbfinale. 2024/25 erreichten die Grizzlys ebenfalls in beiden Wettbewerben das Halbfinale. Auch 2025/26 spielt Günthör für Giesen.